# Reyðafelstindur
Reyðafelstindur är ett berg på ön Eysturoy i den norra delen av ögruppen Färöarna. Bergets högsta topp är 764 meter över havet vilket gör Reyðafelstindur till öns sjätte högsta berg. Reyðafelstindur är beläget på den sydvästra delen av ön, nära det lilla samhället Selatrað.